# Weißache (Inn)
Die Weißache ist ein etwa 24 Kilometer langer rechter Nebenfluss des Inn im Tiroler Unterland. Sie durchfließt das Sölllandl, ein Tal zwischen Kaisergebirge und der Hohen Salve.

## Lauf und Landschaft
Die Weißache entspringt auf etwa 1500 m ü. A. am Zinsberggrund im Weißachergraben.
Die Ache durchfließt folgende Gemeinden flussabwärts:
- Ellmau
- Scheffau am Wilden Kaiser
- Söll
- Schwoich
- Kufstein

Erstere drei gehören zum Sölllandl, die beiden letzteren liegen im Inntal.
Zwischen dem Schwoicher Ortsteil Egerbach und dem Kufsteiner Stadtteil Endach durchfließt der Rest der Weißache eine circa 800 m lange Schlucht durch einen vorgelagerten Rücken am Kaisergebirge, zwischen Winterkopf (1226 m) und Wöhrer Köpfl (782 m, Kufsteiner Wald).
Dann tritt sie in das Kufsteiner Becken und fließt nordwestlich in Richtung Inn weiter. Dort trennt sie die Stadtteile Endach und Weissach, die ihre Namen von der Ache ableiten, und mündet bei Kufstein/Endach in den Inn.

## Einzugsgebiet und Wasserführung
Die Weißache entwässert ein Einzugsgebiet von rund 120 km², dessen höchster Punkt der Treffauer mit 2304 m ü. A. ist.
Der mittlere Abfluss am Pegel Kaiserwerk, 5,5 km oberhalb der Mündung, beträgt 2,50 m³/s, was einer Abflussspende von 27,3 l/s·km² entspricht. Die Weißache weist ein sommerstarkes nivo-pluviales Abflussregime auf. Der mittlere Abfluss ist im wasserreichsten Monat April mit 4,49 m³/s rund drei Mal höher als im wasserärmsten Monat Jänner mit 1,45 m³/s.

## Wasserbau
Vor der Abzweigung der Eiberg Straße nach Schwoich wird der Bach geteilt und ein großer Teil wird unter dem Berg Kufsteiner Wald in ein Fernheizwerk im Süden Kufsteins gepumpt und dient dort als Kühlwasser, bevor es danach in den Inn fließt. Dort mündet dann auch der zweite Teil der Ache rund zwei Kilometer nach dem Fernheizwerk.
2005 wurden in Kufstein zahlreiche Maßnahmen zur Ufersicherung eingeleitet. Der Bach grub sich in den letzten Jahren immer tiefer, weshalb das Ufer abrutschen könnte.

## Wasserqualität
Die Weißache weist im gesamten Verlauf Gewässergüteklasse I-II auf.